# K.-o.-Tropfen
Als K.-o.-Tropfen (auch: K.-o.-Mittel, Knockout-Tropfen, Date-Rape-Drogen oder Vergewaltigungsdrogen) werden sedierend wirkende Stoffe bezeichnet, die im Rahmen von Straftaten wie Sexual- oder Eigentumsdelikten genutzt werden, um die Opfer zu betäuben und damit wehrlos zu machen. Dies wird auch Chemische Unterwerfung genannt. Sie werden Opfern unbemerkt oder heimlich verabreicht. Dazu werden sie zumeist in Getränke oder andere Drogen, manchmal auch in Speisen gemischt. Nach Erwachen können sich die Opfer häufig aufgrund von Gedächtnislücken für die Wirkungszeit nicht mehr an die Tat oder den Tathergang erinnern. Das macht den strafrechtlichen Nachweis der Tat oft schwierig.  
K.-o.-Tropfen beinhalten eine große Bandbreite von meist farb- und geruchlosen Substanzverbindungen, die zum Großteil schnell abgebaut werden und daher schwer nachweisbar sind. Während zum Beispiel eine geringe Dosis euphorisierend, enthemmend und sexuell stimulierend wirkt, wie etwa bei Substanzverbindungen mit GHB (Liquid Ecstasy), kommt es bei höherer Dosierung zu Koordinationsstörungen, Schwindel und Müdigkeit bis hin zur Bewusstlosigkeit. Bei Überdosierung kann es zum Tod durch Atemlähmung kommen. Bei einer Kombination mit Alkohol oder anderen Drogen treten massive Einschränkungen bereits bei einer geringeren Dosis auf als ohne Mischkonsum. Todesfälle konnten ab einer Dosis von 103 Milligramm GHB (pro Liter Blut) nachgewiesen werden.
Während GHB seit 2002 als Betäubungsmittel eingestuft wird, unterliegen die chemischen Ausgangsstoffe, 1,4-Butandiol und GBL in Deutschland als industrielle Massenchemikalien der REACH-Verordnung.

## Wirkstoffe

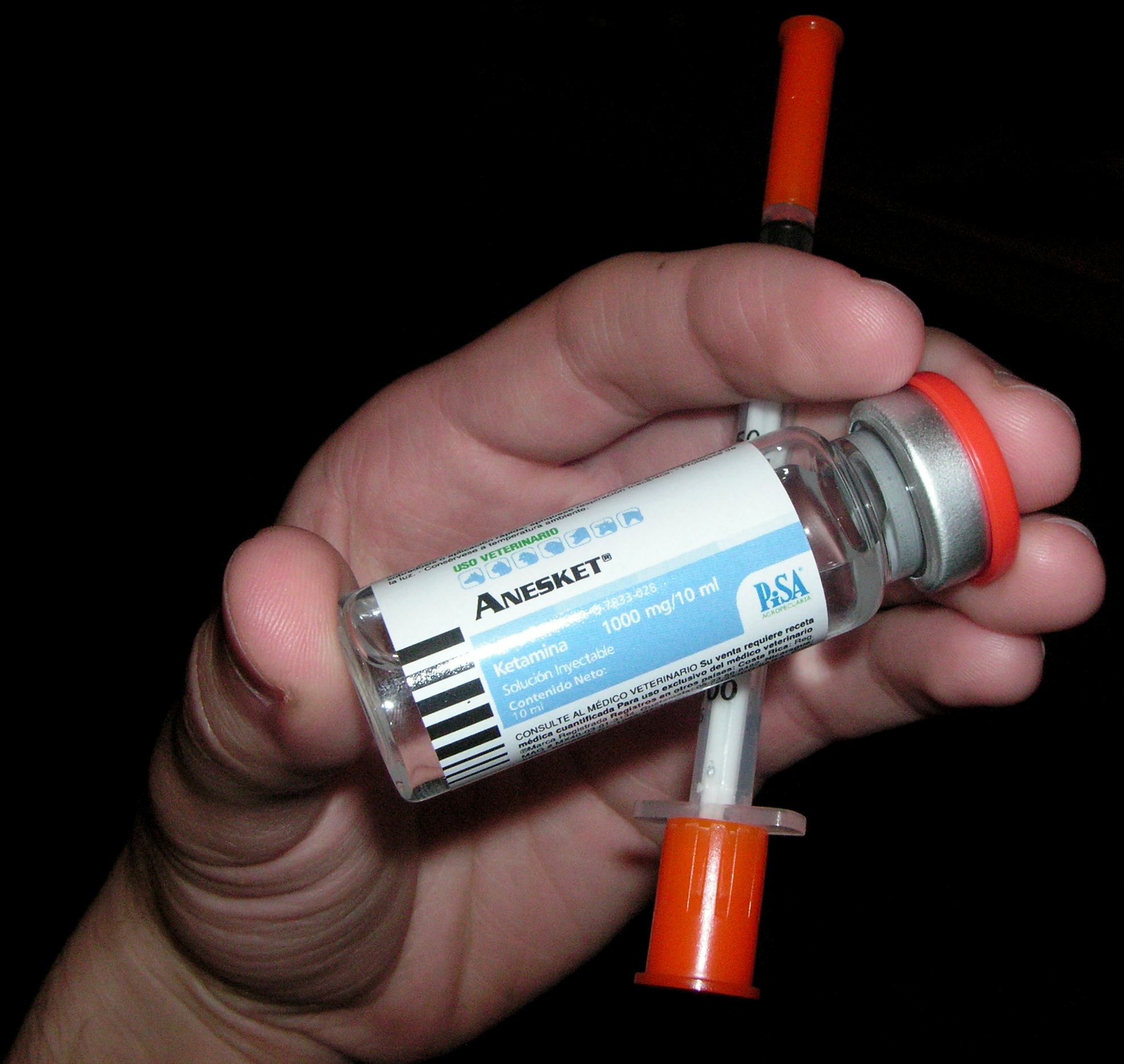
Injektionsfläschchen mit Ketamin

Der Begriff K.-o.-Tropfen ist ein umgangssprachlicher und unspezifischer Begriff, der entgegen der weit verbreiteten Wahrnehmung nicht nur mit einer, sondern mit einer Vielzahl an Substanzen in Verbindung gebracht wird, die je nach Anwendungszusammenhang auch vollkommen andere und erwünschte Wirkungen haben. Viele dieser Substanzen werden normalerweise therapeutisch als Schlaf- oder Beruhigungsmittel oder als Partydroge benutzt, sie werden also erst durch die Heimlichkeit und zudem oft erst durch Überdosierung zu K.-o.-Tropfen.
Beispiele sind Benzodiazepine wie Flunitrazepam, Flualprazolam und Temazepam, Antihistaminika, γ-Hydroxybuttersäure (GHB, Liquid Ecstasy) und deren intramolekularer Ester γ-Butyrolacton (GBL), Ketamin, Medetomidin, Anticholinergika wie Scopolamin (Hyoscin) und Atropin, 1,4-Butandiol oder Neuroleptika, wie Haloperidol, welches beispielsweise in den 1980er Jahren im bekannten Fall um die Münchner Gaststätte Donisl eingesetzt wurde. Früher wurden auch Chloralhydrat, Barbiturate und Methyprylon genannt. Insgesamt sind weit über 100 Wirkstoffe missbräuchlich als „K.-o.-Mittel“ einsetzbar.
Hinsichtlich der Sicherheit sind vor allem Barbiturate sowie GBL und GHB bei Überdosierung lebensgefährlich, da die Gefahr eines Atemstillstands besteht. Potenzielle Täter stehen somit vor der „Herausforderung“, einen Angriff exakt und unter Berücksichtigung der Verfassung des Opfers zu dosieren, da insbesondere bei GBL und GHB in niedrigerer Dosierung die von freiwilligen Konsumenten gewünschten Effekte wie Bewegungsdrang und Euphorie überwiegen, bei Überdosierung jedoch Atemstillstand und Tod drohen, insbesondere im Zusammenhang mit Alkohol.
Insbesondere Ketamin und GBL werden oft in genau dem Umfeld, in dem sie mutmaßlich als Vergewaltigungsdroge missbraucht werden, nämlich in Clubs und Diskos, als Partydroge auch freiwillig konsumiert, da sie in geringerer Dosis eine eher entspannende oder euphorisierende als einschläfernde Wirkung haben. Die Einordnung einer Substanz als K.-o.Tropfen ist daher nur angebracht, wenn diese Mittel heimlich bzw. in heimlich höherer Dosis verabreicht werden. So kommentierte die taz, das Problem sei „die Heimlichkeit, der Übergriff und der Vergewaltiger – und nicht der Stoff“.
Im übertragenen Sinne können auch Alkohol bzw. alkoholische Getränke als „K.-o.-Tropfen“ bezeichnet werden, da das absichtliche Betrunkenmachen anderer Personen mit dem Ziel sexueller Annäherung eine weitverbreitete Praxis ist, beispielsweise durch das Einladen oder Auffordern zum Konsum alkoholischer Getränke, umgangssprachlich auch „jemanden abfüllen“ genannt. Im Unterschied zu „klassischen“ als K.-o.-Tropfen bezeichneten Substanzen wird Alkohol allerdings in der Regel nicht heimlich verabreicht und auch nicht als Tropfen beigemischt, sondern in größeren Mengen getrunken. Eine Veröffentlichung der University of Ulster bezeichnet Alkohol als die weitestverbreitete „Date Rape Drug“. Eine in Großbritannien durchgeführte und 2006 veröffentlichte Studie ermittelte, dass in über 99 % der untersuchten Verdachtsfälle Alkohol zumindest beteiligt war (siehe unten zur Verbreitung).

## Straftaten in Verbindung mit K.-o.-Tropfen

### Hintergründe
K.-o.-Tropfen werden in diversen Wirkstoffkombinationen oft eingesetzt, um demjenigen, der sie unauffällig seinem potenziellen Opfer verabreicht, Straftaten zu ermöglichen. Besonders häufig sind Raub- oder Sexualdelikte. Obwohl Pressemitteilungen über die Verwendung von K.-o.-Mitteln zugenommen haben, existieren keine offiziellen Statistiken zur Häufigkeit drogenassoziierter Sexualdelikte, was nicht zuletzt an der vermuteten hohen Dunkelziffer liegt. Darüber hinaus sind Verurteilungen wegen Beibringung von K.-o.-Mitteln mit Anschlussstraftaten in Europa aufgrund der im Verfahren auftretenden Beweisprobleme relativ selten.
Es gibt keine deutschlandweiten Studien zum Einsatz von K.-o.-Tropfen im Zusammenhang mit Straftaten und die meisten gerichtlichen Verfahren müssen – aus Mangel an Beweisen – eingestellt werden. Der Grund besteht darin, dass der chemische Nachweis nur innerhalb weniger Stunden möglich ist. Da die Wirkungsweise zudem darauf abzielt, Betroffene wehr- und willenlos zu machen und die Opfer im Anschluss zum Teil große Erinnerungslücken aufweisen, werden sie oft nicht schnell genug untersucht, um einen chemischen Nachweis zu ermöglichen. Präzise Angaben zum Tathergang zu machen, ist für die meisten Opfer nicht möglich.
Im Jahr 2019 reagierte der Deutsche Bundestag auf eine Kleine Anfrage, in der es um den „γ-Butyrolacton: Schutz vor sogenannten K.-o.-Tropfen“ ging. In den Ausführungen wird GBL als „Massenchemikalie“ bezeichnet, die der REACH-Verordnung unterliegt, während man die Ansicht vertritt, die strengeren Regelungen Betäubungsmittelgesetz seien „für industrielle Massenchemikalien wie GBL nicht geeignet“. Der Vorläuferstoff von GHB (4-Hydroxybutansäure) wird weiterhin als Industriechemikalie eingestuft. Das Gesundheitsministerium sah 2019 ebenfalls keinen konkreten Handlungsbedarf, es waren Regulierungsmaßnahmen geplant, durch die der Zugang zu Substanzen wie GBL erschwert würde.

### Einige Beispielfälle
- Die 15-jährige US-Amerikanerin Samantha Reid starb 1999, nachdem sie von mehreren Männern mit GHB betäubt worden war. Aufgrund dieses Falles wurde GHB in den USA als Schedule-I-Droge klassifiziert.[21]

- Der kalifornische Millionenerbe Andrew Luster wurde 2003 wegen 86-facher Vergewaltigung zu 124 Jahren Gefängnis (später auf 50 Jahre reduziert) verurteilt; er hatte seine Opfer mit K.-o.-Tropfen betäubt.[22]

- Zwischen 2015 und 2017 nutzte der Vergewaltiger Reynhard Sinaga in mindestens 40 Fällen GHB, um die von ihm in Manchester vergewaltigten Opfer handlungsunfähig zu machen. Er gilt als einer der berechnendsten Serienvergewaltiger Englands, dem sexuelle Übergriffe auf 136 Männer nachgewiesen wurden. Sinaga wurde zu mindestens 30 Jahren Haft verurteilt.[23][24]

- Nach vierjährigem Prozess wurde der Betreiber mehrerer Düsseldorfer Bordelle im Jahr 2017 zu 8 Jahren Haft wegen Erpressung, Betrugs und Körperverletzung verurteilt; in den Betrieben waren Gäste mit K.-o.-Tropfen willenlos gemacht worden, um so hohe Summen von Kreditkarten abbuchen zu können.[25]

- Am Berliner Landgericht wurde 2022 ein Mord mit Verdacht auf Kannibalismus verhandelt, der unter Einfluss von K.-o.-Tropfen verübt wurde. Die Staatsanwaltschaft geht davon aus, dass der 42-jährige Angeklagte sein Opfer zuerst mit GHB betäubte. Dann ermordete der Lehrer am 6. September 2020 sein Opfer, mit dem er zuvor noch Sex gehabt hatte, in seiner Wohnung in Berlin-Pankow. Der Täter hatte bereits im Vorfeld Kannibalismus-Fantasien.[26] Die Leiche hat er zerstückelt, wobei er einige Teile in Berlin abgelegt hat, während weitere bei der Durchsuchung seiner Wohnung gefunden wurden. Der Angeklagte wurde im Januar 2022 wegen Mordes sowie Störung der Totenruhe bei Feststellung der besonderen Schwere der Schuld zu lebenslanger Haft verurteilt.[27]
- Im Rahmen einer Recherche legte STRG F im Jahr 2024 ein weit verzweigtes Netzwerk von mutmaßlichen K.-o.-Tropfen nutzenden Tätern und Vergewaltigern offen. In diesem Netzwerk spielte der Einsatz von K.-o.-Tropfen eine zentrale Rolle, um die überwiegend weiblichen Opfer zu betäuben und zu vergewaltigen. Unter den Opfern befanden sich auch Angehörige der Täter. Dieses Netzwerk organisiert sich über verschiedene Telegram-Chatgruppen und die beteiligten Personen tauscht dort Beweise für ihre Taten aus.[7][28]

## Verbreitung und Diskurs
Tatsächlich gibt es Fälle, in denen verschiedene der genannten Substanzen im eigentlichen Sinne, also insbesondere heimlich, als sogenannte K.-o.-Tropfen verabreicht wurden. Diverse Studien nähren aber den Verdacht, dass das Ausmaß solcher Vorfälle in Wahrheit weit geringer ist als in der öffentlichen Wahrnehmung. Eine in Großbritannien durchgeführte und 2006 veröffentlichte Studie, für die 120 Verdachtsfälle von mutmaßlichen K.-o.-Tropfen-Angriffen untersucht wurden, kam zu dem Ergebnis, dass 119 der 120 mutmaßlichen Opfer Alkohol getrunken hatten (99,2 %), in 22 Fällen wurde ein Alkoholanteil von mindestens 200 mg% im Blut gefunden (18,3 %). Cannabis (20 %) und Kokain (17 %) waren die am häufigsten gemessenen illegalen Drogen, in zwei Fällen war GHB involviert (1,7 %). Insgesamt kamen die Ermittler zu dem Schluss, dass in zehn von 120 Verdachtsfällen (8,3 %) dem Opfer nachweislich eine betäubende Substanz heimlich verabreicht wurde, in weiteren elf Fällen (9,2 %) konnte der Verdacht weder bestätigt noch ausgeräumt werden.
In einer 2009 vom British Journal of Criminology veröffentlichten Studie wurde der weitverbreitete Gebrauch von K.-o.-Tropfen als moderne Sage bezeichnet. Der Studie zufolge habe die Polizei keine Hinweise, dass Substanzen im Sinne von K.-o.-Tropfen regelmäßig bei Vergewaltigungen eingesetzt werden. In den meisten Fällen gehe ein exzessiver Alkoholkonsum voraus.
Eine Veröffentlichung der University of Ulster bezeichnet Alkohol als die weitestverbreitete „Date Rape Drug“.
Im Jahr 2008 wurde in einer australischen Studie festgestellt, dass keiner der 97 Patienten, die in einem Zeitraum von 19 Monaten in einem Krankenhaus in Perth wegen vermeintlichen Konsums von Substanzen im Sinne von K.-o.-Tropfen behandelt worden waren, diesen tatsächlich ausgesetzt gewesen war. Am Münchner Institut für Rechtsmedizin wurden zwischen 1995 und 1998 insgesamt 92 Fälle registriert, bei denen der Verdacht auf Verabreichung von Substanzen im Sinne von K.-o.-Tropfen bestand. Häufigste Folgestraftat war hier nicht Vergewaltigung (13 % der Fälle), sondern Raub (47,8 %). Einer Studie im Deutschen Ärzteblatt zufolge liegt in den untersuchten Fällen häufig eine freiwillige Einnahme vor; in Großbritannien sei in den Jahren 2000 bis 2002 lediglich in 21 von 1014 Fällen eine unfreiwillige Einnahme von entsprechenden Substanzen im Sinne von K.-o.-Tropfen nachgewiesen worden.
Andererseits gehen die Polizei und Ärzte sowie die Organisation Weißer Ring von einer hohen Dunkelziffer aus. Zu den Gründen zählen die Scham vieler Opfer, die Heimlichkeit der Tat und die Erinnerungslücken der Opfer. Manche Betroffene rechnen gar nicht mit K.-o.-Tropfen als Ursache für ihre Beschwerden, weil sie vermuten, dass der Konsum von Alkohol dafür verantwortlich sei.
Problematisch ist zudem, dass viele mutmaßlich als K.-o.-Tropfen verwendete Substanzen im Körper sehr schnell abgebaut werden und sich eine mögliche Tat daher oft nicht mehr nachweisen, sich ebenso aber auch kein Gegenbeweis erbringen lässt. Oft steht somit Aussage gegen Aussage. Ein prominentes Beispiel ist der Fall der schweizerischen Kantonsrätin Jolanda Spiess-Hegglin, die während einer Landammannfeier am 20. Dezember 2014 dem politischen Kontrahenten Markus Hürlimann offensichtlich unter Alkoholeinfluss näher kam. Im Nachhinein wurde ein Rechtsstreit öffentlich ausgetragen, samt breiter Medienberichterstattung über die Frage, ob möglicherweise eine Substanz heimlich, also im Sinne von K.-o.-Tropfen, verabreicht oder ob lediglich zu viel Alkohol getrunken wurde.
Obgleich zahlreiche andere Substanzen als K.-o.-Tropfen Verwendung finden, rückte Ende 2016 GBL durch eine Reihe von Medienberichten erneut in den Blickpunkt. Es wurde öffentlich diskutiert, diese Substanz bei der regulären Herstellung als Industriechemikalie mit Bitterstoffen zu vergällen, wodurch es einerseits für potentielle Opfer möglich sein soll, die Substanz geschmacklich zu erkennen, andererseits die Substanz aber auch als freiwillig konsumierte „Partydroge“ ungenießbar werden soll. Die Initiative Nachrichtenaufklärung ernannte 2016 die legale Verfügbarkeit von GBL zu einer der vernachlässigten Nachrichten des Jahres.
Opferhilfsorganisationen wie der Weiße Ring und verschiedene Frauen-Notrufe sehen aufgrund der Nachweisproblematik, die sich bei mehreren üblicherweise verwendeten Substanzen ergeben, vor allem in der Prävention eine wirkungsvolle Maßnahme, um Opfer zu schützen. 2017 warnte beispielsweise Schauspieler Tom Wlaschiha im Rahmen eines Videos vor den Gefahren von heimlich in Getränke gemischten Substanzen.
Einen Einblick in die Dunkelziffer gab im Jahr 2024 eine Aufdeckung vom deutsche Reportageformat STRG_F eines Vergewaltiger-Netzwerkes, in welchem die Mitglieder K.-o.-Tropfen nutzen, um die überwiegend weiblichen Opfer zu betäuben. Die Mitglieder dieses Netzwerks tauschen sich in verschiedenen Telegram-Chatgruppen aus und organisieren sich darüber. Die größte dieser Chatgruppen hatte mehr als 70.000 Mitglieder. In diesen Chatgruppen teilten die Mitglieder nicht nur Bilder und Berichte ihrer Taten und Übergriffen bis hin zu Live-Übertragungen, sondern gaben sich gegenseitig Tipps für den Einsatz von K.-o.-Tropfen an potentiellen Opfern und teilten Links für deren Bezug. Die von den Mitgliedern verwendeten Mittel ließen sich, z. B. als Haarserum getarnt, direkt in Online-Shops bestellen. Die Tarnung der K.-o.-Tropfen als z. B. Haarserum kann dazu führen, dass sie bei Hausdurchsuchungen übersehen werden könnten. Anja Schmidt vom Deutschen Juristinnenbund bewertete die Situation als „ziemlich entsetzlich“ und kritisierte, dass die bestehenden Regelungen nicht ausreichen würden, vor allem, weil das Ausmaß bisher nicht klar gewesen sei.
Im Juli 2025 einigte sich die Bundesregierung einen Gesetzesentwurf, der ein Umgangsverbot für Gamma-Butyrolacton (GBL) und 1,4-Butandiol in bestimmten Mengen vorsieht: Es soll verboten werden, diese Substanzen herzustellen, sie in den Verkehr zu bringen oder mit ihnen zu handeln. Der Gesetzesentwurf, der des Weiteren auch einen restriktiveren Umgang mit Lachgas vorsieht, soll im Bundestag zur Abstimmung gestellt werden.

## Analytik
Einige der mutmaßlich als K.-o.-Tropfen benutzten Substanzen lassen sich nur innerhalb von etwa 6–12 Stunden im Körper des Betroffenen nachweisen, so dass bei entsprechendem Verdacht rechtzeitig ein Arzt oder besser ein Krankenhaus aufgesucht werden sollte. Sofern dies im genannten Zeitfenster nicht möglich ist, empfehlen Opferberatungsstellen, selbst eine Urinprobe zu nehmen, den Zeitpunkt festzuhalten und die Probe gekühlt aufzubewahren. Eine auf diese Weise genommene Probe hat u. U. keine juristische Beweiskraft, kann dem mutmaßlichen Opfer jedoch Gewissheit verschaffen. Die Bundeszentrale für gesundheitliche Aufklärung unterscheidet bei GHB den Nachweis im Blut, der maximal 6 bis 8 Stunden möglich ist, von der Nachweisbarkeit im Urin, der mindestens 10 bis maximal 18 Stunden möglich ist.
Zur zuverlässigen Bestimmung in Körperflüssigkeiten oder asserviertem Material werden chromatographische Verfahren eingesetzt. Bevorzugt werden Kopplungsverfahren wie die GC-MS oder die HPLC-MS, beispielsweise beim vermuteten Einsatz von Ketamin.
Eine Blutprobe soll bei der Entnahme mindestens 2 ml, besser 10 ml umfassen, ohne Citratzusatz. Eine Urinprobe soll ca. 100 ml umfassen.
Es können auch K.-o.-Tropfen mit sogenannten K.-o.-Tropfen-Tests erkannt werden. Diese testen sowohl auf GHB als auch auf Ketamin.
Die im Rahmen der Investigativ-Recherche von STRG_F erworbenen K.-o.-Tropfen, welche als Haarserum verkauft wurden, enthielten eine Zusammensetzung von Substanzen, welche dem untersuchenden Toxikologen vom Universitätsklinikum Freiburg zuvor unbekannt war. Die Inhaltsstoffe dieser K.-o.-Tropfen konnten mit den bestehenden Standardtests im Zuge der Recherche nicht nachgewiesen werden. Nach weiterführenden Tests zeigte sich, dass die K.-o.-Tropfen Medetomidin, Flualprazolam und Scopolamin enthielten. Nach der Ansicht des untersuchenden Toxikologen müsse die Analytik wahrscheinlich auch nochmal „neu nachgerüstet“ werden.

## Rechtslage in Deutschland
Die heimliche Verabreichung von Giften und anderen gesundheitsschädlichen Stoffen ist und begründet für sich genommen bereits den Tatbestand der gefährlichen Körperverletzung nach §§ 223, 224 I Nr. 1 und ggf. Nr. 3 StGB.
Werden die Substanzen einer anderen Person ohne deren Einwilligung verabreicht, um sexuelle Handlungen vornehmen zu können, handelt es sich um eine Gewaltanwendung im Sinne des § 177 StGB (sexuelle Nötigung), der Täter macht sich in einem solchen Fall also nach § 177 Absatz 5 Nr. 1 und Absatz 7 Nr. 2 (bis 2016 Absatz 1 Nr. 1 und Absatz 3 Nr. 2) StGB strafbar. Vergewaltigt er dann das Opfer, ist dies nach § 177 Absatz 6 Nr. 1 (bis 2016 Absatz 2 Nr. 1) StGB strafbar. Ist jemand zwar mit der Einnahme einer Substanz an sich einverstanden, aber nicht mit im Zustand der Einwilligungsunfähigkeit vorgenommenen sexuellen Handlungen, sind diese als sexueller Übergriff nach § 177 Absatz 2 Nr. 1 und ggf. als Vergewaltigung nach Absatz 6 Nr. 1 StGB strafbar (bis 2016 nach § 179 StGB als sexueller Missbrauch widerstandsunfähiger Personen). Ist die Dosierung für das Opfer lebensgefährdend, so ist § 177 Absatz 8 Nr. 2 b (bis 2016 § 177 Absatz 4 Nr. 2 b) StGB anzuwenden.
Gibt der Täter dem Opfer heimlich eine Substanz im Sinne von K.-o.-Tropfen, um Sachen entwenden zu können, liegt schwerer Raub vor, der nach § 250 Absatz 1 Nr. 1 b StGB strafbar ist. Ist die Dosierung für das Opfer lebensgefährdend, so ist § 250 Absatz 2 Nr. 3b StGB anzuwenden. Der unerlaubte Besitz, z. B. von GHB, begründet zudem eine Strafbarkeit nach dem Betäubungsmittelgesetz (BtMG).
Die öffentliche Debatte über K.-o.-Tropfen, im Kontext mit sexuellem Missbrauch widerstandsunfähiger Personen, hat zu einer Reformierung des deutschen Sexualstrafrechts beigetragen. Der reformierte § 177 trat am 10. November 2016 in Kraft.